# Pelochrista alexinschiana
Pelochrista alexinschiana is een vlinder uit de familie bladrollers (Tortricidae). De wetenschappelijke naam is voor het eerst geldig gepubliceerd in 1968 door Peiu & Nemes.
De soort komt voor in Europa.